# Macrobracon concolor
Macrobracon concolor är en stekelart som beskrevs av Szepligeti 1902. Macrobracon concolor ingår i släktet Macrobracon och familjen bracksteklar. Inga underarter finns listade i Catalogue of Life.